# Жюпьен
Жюпьен (фр. Jupien) — один из основных персонажей цикла романов Марселя Пруста «В поисках утраченного времени» (далее — «Поиски»).

## Жюпьен в «Поисках»
Жюпьен, жилетник (его мастерская находится во дворе особняка Германтов), затем служащий министерства. Троюродный брат Одетты де Кресси, дядя своей помощницы по мастерской Марии-Антуанетты. Имя Жюпьен (Jupien) во французском языке имеет перекличку со словом «jupe» (юбка, женщина) и характеризует персонажа как наделённого некоторыми женскими чертами.
Гомосексуалист по природе и сводник по призванию, Жюпьен сходится с бароном де Шарлю — Рассказчик становится случайным тайным свидетелем их первой встречи во дворе особняка Германтов и описывает её как встречу орхидеи «с ниспосланным ей самой судьбой шмелём». Обретя в Жюпьене сообщника в своём порочном увлечении, де Шарлю берёт его под своё покровительство, делает «секретарём», а тот с готовностью выполняет многие щекотливые поручения барона. Впоследствии Жюпьен управляет приобретённым бароном домом свиданий, замаскированным под гостиницу, где де Шарлю и другие представители высшего света удовлетворяют свои порочные потребности в среде простонародья. Когда Рассказчик случайно забредает весенним вечером 1916 года в заведение Жюпьена и становится свидетелем мазохистской оргии де Шарлю, Жюпьен откровенно и не без доли философствования поясняет ему: «это заведение приносит мне отнюдь не так много денег, как вы, быть может, думаете, я вынужден держать и порядочных жильцов, правда, с ними одними пришлось бы прогореть. Здесь вам не монастырь кармелиток, здесь добродетель живёт за счёт порока. Нет, если я и принял это заведение, вернее, если я согласился им управлять, как вы сами заметили, так исключительно только для того, чтобы оказать услугу барону и скрасить его старость».
При этом Жюпьен способен производить самое благоприятное впечатление на людей: случайно столкнувшаяся с ним бабушка Рассказчика отмечает, что «таких милых людей, как жилетник, она ещё не встречала». Более того, Рассказчик обнаруживает в простолюдине Жюпьене один из «самых литературных от природы умов» и отдаёт должное его превосходному французскому языку. Отмечая интеллектуальную и чувственную одарённость Жюпьена, Рассказчик подчеркивает её природный характер: «Врождённый здравый смысл, природный вкус в сочетании с беспорядочным, бессистемным, просто чтобы убить время, чтением, воспитали его речь, такую точную и ясную, в которой всё совершенство языка раскрывалось и обнаруживало свою красоту».
Жюпьен был свидетелем бурного романа де Шарлю со скрипачом Морелем и скандального завершения их отношений, планов женитьбы Мореля на его племяннице и их внезапного разрыва, удочерения Марии-Антуанетты бароном, свадьбы племянницы с юным маркизом де Говожо и последовавшей месяц спустя её смерти. Вездесущий Жюпьен оказался в курсе и того, что у Мореля появился новый любовник — Сен-Лу, о чём он с искренним возмущением поведал Рассказчику вскоре после свадьбы Сен-Лу и Жильберты.
К концу «Поисков» Жюпьен превратился в сиделку при впавшем в дряхлость после апоплексического удара бароне де Шарлю.

## Прототип
- Альбер Ле Кюзьят (1881—1938), «сводник; родом из Бретани; сначала был выездным лакеем князя Радзивилла, известного своими гомосексуальными наклонностями, затем состоял на службе у князя Эсслинга, графини Грефюль, графа Орлова и герцога де Рогана»[21]. Пруст познакомился с ним в 1911 году у графа Орлова. В 1916 году Ле Кюзьят открыл дом свиданий на улице Аркад, 11; Пруст бывал там. Как и Рассказчик в «Поисках», писатель отдал в заведение Ле Кюзьята семейную мебель, хранившуюся до того времени по недостатку места на складе[22]. «В свои пятьдесят лет Альбер был „лысым, с седыми висками, очень тонкогубым, очень голубоглазым, с резким профилем; он восседал за кассой прямой, неподвижный, читая, как правило, какой-нибудь генеалогический обзор“[23]»[24].

## В экранизациях
- Жак Пьейе — «Обретённое время» Рауля Руиса (1999).
- Мишель Фо — «В поисках утраченного времени» Нины Компанеец (2011)